# Рубінове число
Рубінове число (англ. rubin number) — у колоїдній хімії — величина, що характеризує властивості одних колоїдів підвищувати стійкість інших при додаванні електролітів. Це є кількість захисного колоїду, виражена в мг на 100 г розчину конго червоного з кінцевою концентрацією 0,01 %, яка стримує протягом 10 хв зміну кольору колоїдного розчину при додаванні 160 ммоль KCl.